# Museo Nicolis

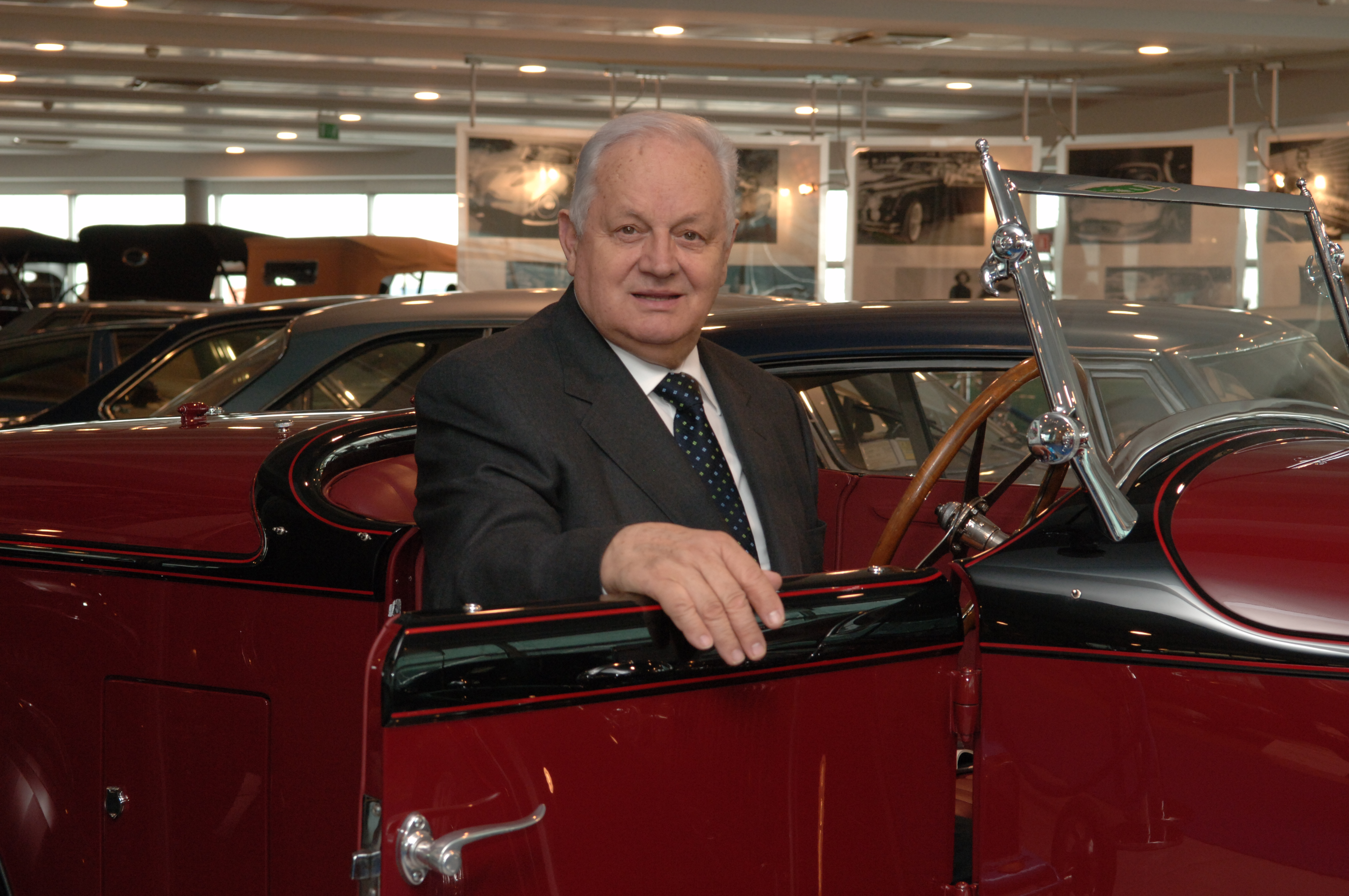
Il fondatore, Luciano Nicolis

Il museo Nicolis è un museo di Villafranca di Verona, in Veneto. Vi sono esposte dieci collezioni, negli ambiti dei trasporti, della tecnologia e della meccanica.

## Storia
Nato nel 2000 per volontà dell'imprenditore veronese Luciano Nicolis, industriale nel settore della carta da macero ma anche grande appassionato di meccanica e collezionista di auto d'epoca, il museo ha attuato sin dall'inizio una politica di gestione imprenditoriale.
È stato quindi deciso di aprire al pubblico le collezioni con l'obiettivo di proporsi come un contenitore di attività e impresa impegnata a promuovere cultura, collaborando con le Istituzioni e valorizzando il territorio.
Nel 2018 si è svolta la mostra Passione Volante e a Londra al The Historic Motoring Awards il museo è stato premiato come Museum of the Year. Nel 2021 al Ruoteclassiche – Best in Classic ha ricevuto il premio per il museo dell'anno.

## Collezioni
Nel museo sono presenti dieci collezioni che comprendono oggetti unici, quali:
- centinaia di automobili d'epoca;
- velocipedi, i primi scooter, le moto di prima generazione e attuali;
- i primi prototipi di biciclette;
- strumenti musicali particolari, che comprendono fonografi, dittafoni, grammofoni, "orologi parlanti" (pronunciano le ore in diverse lingue leggendo una banda di celluloide sincronizzata con il movimento dell'orologio), autopiani, piani melodici, organi, automi, radio d'epoca, cordofoni, aerofoni e scatole musicali;
- macchine per scrivere;
- oltre 400 macchine fotografiche e supporti tecnici;
- aerei;
- motori (terrestri, d'aviazione, navali, statici).

## Sede ed attività

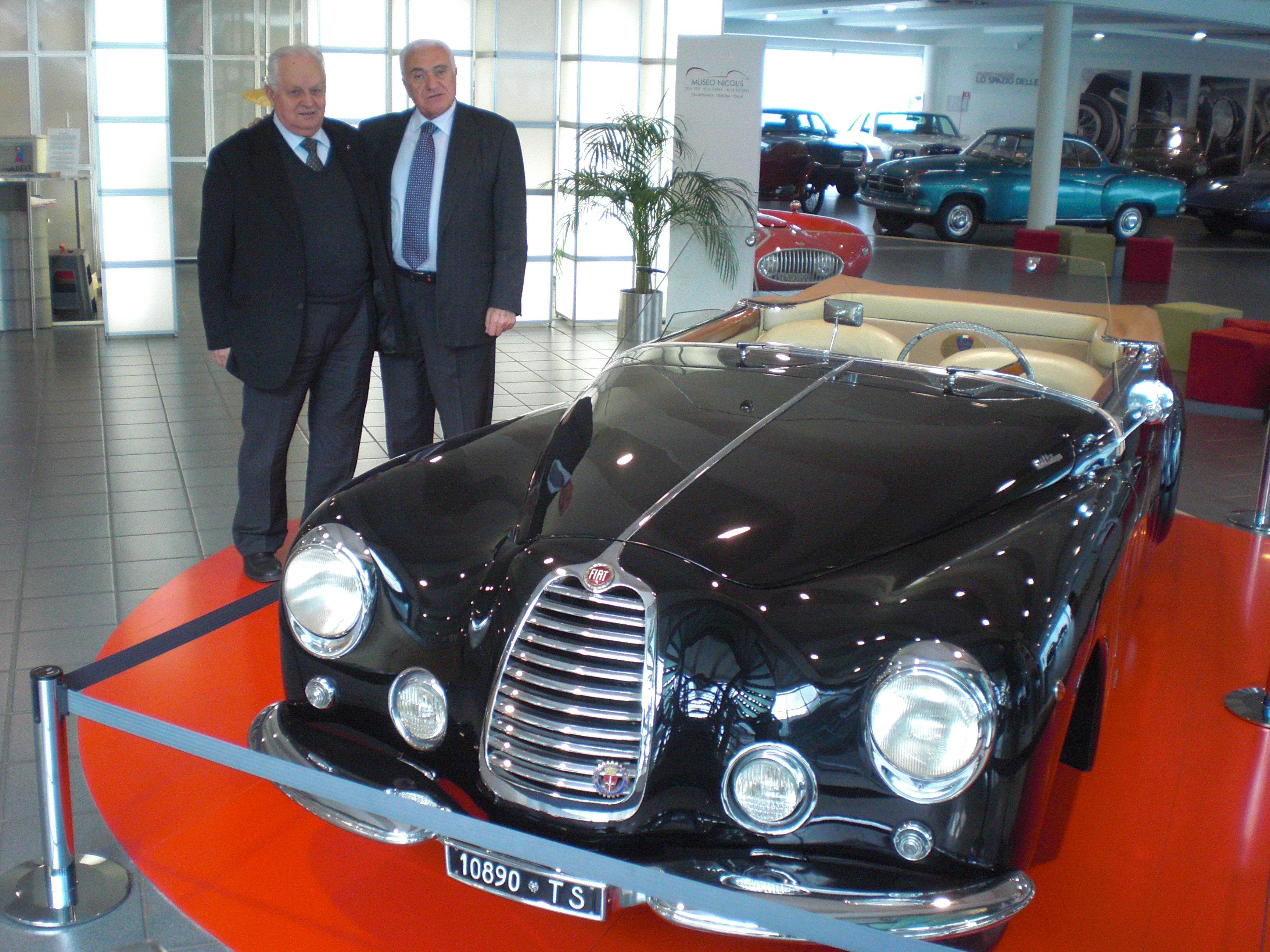
Luciano Nicolis (a sx) illustra a Romano Artioli (a dx) la FIAT 1100 E Castagna Cabriolet Vistotal del 1950, conservata al Museo

Il museo Nicolis ha sede a Villafranca di Verona, a circa tre chilometri dall'Aeroporto di Verona-Villafranca dedicato a Valerio Catullo.
È un edificio moderno in vetro e acciaio, con una struttura che permette di ammirare le varie collezioni presenti, ma adatta anche ad ospitare convegni, meeting, conferenze e mostre tematiche periodiche, grazie alle numerose sale congressi. Completano la visita al museo Nicolis l'archivio storico e la biblioteca, tra le più fornite del nord Italia sulla storia dell'automobile. La struttura, realizzata con criteri ergonomici, è accessibile e interamente fruibile anche dai portatori di handicap.
Il museo Nicolis ha sviluppato proposte di percorsi didattici dedicati alle scuole anche in collaborazione con il Parco giardino Sigurtà per i percorsi destinati alle scuole primarie e secondarie.